# 大越元気
大越 元気（おおこし げんき、1994年12月26日 - ）は、ジャパンラグビーリーグワン東京サントリーサンゴリアスに所属するラグビー選手。

## プロフィール
- 東京都世田谷区出身。
- ポジションはスクラムハーフ(SH)。
- 身長 162 cm、体重 63 kg
- ニックネームはげんき、ぼうず、ひょっとこ。
- U20日本代表に選ばれたことがある[1]。
- 弟の大越勇気もラグビー選手(現・明治大学)。

## 略歴
3歳からラグビーを始めて本格的に始めたのは小学5年生の頃から。
2013年、茗溪学園高校卒業後、同志社大学に入学する。
2016年、同志社大学ラグビー部のBKリーダーに就任した。
2017年、同志社大学卒業後、サントリーサンゴリアス(現・東京サントリーサンゴリアス)に加入。
2019年、ラグビーワールドカップ2019の期間中、イングランド代表にトレーニングメンバーとして同行。
2020年1月12日にジャパンラグビートップリーグ第1節東芝ブレイブルーパス戦に先発出場で公式戦初出場を果たす。